# Liste der denkmalgeschützten Objekte in Wolfpassing
Die Liste der denkmalgeschützten Objekte in Wolfpassing enthält die 4 denkmalgeschützten, unbeweglichen Objekte der Gemeinde Wolfpassing im niederösterreichischen Bezirk Scheibbs.

## Denkmäler
| Foto |                 | Denkmal                                                                            | Standort                                     | Beschreibung | Metadaten |
| ---- | --------------- | ---------------------------------------------------------------------------------- | -------------------------------------------- | --- | --- |
| ja   | Datei hochladen | Ehem. Schloss / Bundesanstalt für Milchwirtschaft HERIS-ID: 23878 Objekt-ID: 20246 | Schloss 1 Standort KG: Wolfpassing           | Die barocke viergeschoßige geschlossene Vierflügelanlage mit Arkadenhof, vorgestellten Ecktürmen und Walmdach, errichtet um 1690/1700 unter teilweiser Einbeziehung eines Vorgängerbaues aus dem 16./17. Jahrhunderts, wurde 1747, 1928/30 und 1980/89 baulich verändert beziehungsweise adaptiert. Aufsehen erregte eine Glocke im Glockenturm aus der Zeit des Nationalsozialismus und davor. | BDA-Hist.: Q37879889 Status: § 2a Stand der BDA-Liste: 2025-06-30 Name: Ehem. Schloss/ Bundesanstalt für Milchwirtschaft GstNr.: .2/1 Schloss Wolfpassing |
| ja   | Datei hochladen | Figurenbildstock hl. Johannes Nepomuk HERIS-ID: 23881 Objekt-ID: 20249             | bei Wolfpassing 12 Standort KG: Wolfpassing  | Eine Johannes-Nepomuk-Statue um 1725/30 auf einem Postament. | BDA-Hist.: Q37879925 Status: § 2a Stand der BDA-Liste: 2025-06-30 Name: Figurenbildstock hl. Johannes Nepomuk GstNr.: 36                                  |
| ja   | Datei hochladen | Hauskapelle HERIS-ID: 23879 Objekt-ID: 20247                                       | Alleestraße 18, bei Standort KG: Wolfpassing | Eine freistehende Hauskapelle mit annähernd quadratischen Grundriss und Zeltdach aus dem Jahr 1709. | BDA-Hist.: Q37879911 Status: Bescheid Stand der BDA-Liste: 2025-06-30 Name: Hauskapelle GstNr.: 64                                                        |
| ja   | Datei hochladen | Ortskapelle Zarnsdorf HERIS-ID: 23882 Objekt-ID: 20250                             | Kapellenstraße 24 Standort KG: Zarnsdorf     | Ein achtseitiger Zentralbau mit Walmdach, der 1949/50 errichtet wurde und einen vorgestellten Turm hat. | BDA-Hist.: Q37879938 Status: § 2a Stand der BDA-Liste: 2025-06-30 Name: Ortskapelle Zarnsdorf GstNr.: 1201                                                |